# 吉野千代乃
吉野 千代乃（よしの ちよの、1962年3月9日 - ）は1980年代から1990年代にかけて活動した千葉県出身の女性シンガーである。千葉県立長生高等学校、法政大学文学部英文科卒業後、1986年にアルファレコードよりメジャー・デビュー。

## 概要
アルファレコード、東芝EMI等に在籍した後、大手レーベルでの不自由さから、レーベルを離れて自由な音楽活動をするようになった。近年では、音楽学校での講師をしながら、後進を指導、自らはSuper Standardsを結成して、ライブ活動をしている。学生時代は主にブラック・コンテンポラリーで活動した。

## 経歴
法政大学在学中からヤマハポピュラーソングコンテストに出場して賞を獲ったり、六本木のジャズ・クラブでスタンダード・ナンバーを歌ったり、池袋サンシャイン劇場でミュージカルに出演した。1986年のメジャー・デビュー後、1987年4月25日にリリースされた4thシングル「恋・不思議」が、TBS系列のクイズ番組『世界・ふしぎ発見!』のエンディングテーマに使われた。

## 受賞歴（全てデビュー前）

### ヤマハポピュラーソングコンテスト
- 千葉大会(バンド "マーメイド")優秀歌唱賞受賞　1982.01[2]
- 関東・甲信越大会(バンド "Bits")審査員歌唱特別賞受賞　1982.04[2]
- 関東・甲信越大会(ソロ)グランプリ受賞　1982.09[2]
- 全国大会(ソロ)優秀曲賞受賞　1983.10[2]

## ディスコグラフィー

### シングル
| #                       | 発売日           | タイトル               | B面                    | 規格             | 規格品番         |
| アルファレコード        | アルファレコード | アルファレコード       | アルファレコード       | アルファレコード | アルファレコード |
| ----------------------- | ---------------- | ---------------------- | ---------------------- | ---------------- | ---------------- |
| 1st                     | 1986年3月25日    | 悲しみのタペストリー   | 秘密ときめいて         | EP               | ALR-792          |
| 2nd                     | 1986年6月25日    | 薔薇から罠             | 夢の旅人               | EP               | ALR-795          |
| 3rd                     | 1986年10月25日   | スローダンスに誘われて | Fly Away               | EP               | ALR-201          |
| 4th                     | 1987年4月25日    | 恋・不思議             | あなたのいない夏       | EP               | ALR-205          |
| 5th                     | 1988年4月25日    | 帰れないエトランゼ     | Dance In The Champagne | EP               | ALR-211          |
| 5th                     | 1988年4月25日    | 帰れないエトランゼ     | Dance In The Champagne | 8cmCD            | 10SA-1           |
| 6th                     | 1989年5月25日    | 白い広場               | In Your Loving Eyes    | EP               | ALFA-145         |
| 6th                     | 1989年5月25日    | 白い広場               | In Your Loving Eyes    | 8cmCD            | 09A3-9           |
| 7th                     | 1992年3月21日    | Journey To Love        | 時計を見ないで         | 8cmCD            | ALDA-46          |
| 東芝EMI／TMファクトリー |                  |                        |                        |                  |                  |
| 8th                     | 1993年11月2日    | もう一度始まる         | Birthday Eve           | 8cmCD            | TODT-3124        |
| 9th                     | 1994年10月19日   | 裸足のバレリーナ       | 心の足音               | 8cmCD            | TODT-3324        |

### アルバム

#### ベスト・アルバム
|                  | 発売日           | タイトル         | 規格             | 規格品番         |
| アルファレコード | アルファレコード | アルファレコード | アルファレコード | アルファレコード |
| ---------------- | ---------------- | ---------------- | ---------------- | ---------------- |
| 1st              | 1990年3月25日    | Melanger         | CD               | ALCA-24          |

### タイアップ一覧
| 曲名                   | タイアップ                                        | 収録作品                           |
| ---------------------- | ------------------------------------------------- | ---------------------------------- |
| 悲しみのタペストリー   | TBS系『花嫁人形は眠らない』挿入歌                 | シングル「悲しみのタペストリー」   |
| スローダンスに誘われて | ハクビ着物学院 CMソング                           | シングル「スローダンスに誘われて」 |
| 恋・不思議             | TBS系『世界・ふしぎ発見!』テーマ曲                | シングル「恋・不思議」             |
| 愛されてデジャヴ       | 㐧一パン CMソング                                 | アルバム『Say Good-Bye』           |
| 帰れないエトランゼ     | テレビ東京系『夏樹静子トラベル サスペンス』主題歌 | シングル「帰れないエトランゼ」     |

## 参考資料
- 『Say Good-Bye』（ライナーノーツ）吉野千代乃、Alfa、1987年6月25日。32XA-163。